# 紫のゆかり
紫のゆかり（紫の縁）とは愛しいと思う人や大切に思う人などに縁故がある物や人のこと。草の縁（ゆかり）。
また源氏物語の若紫の巻の別名と考えられている。特に紫のゆかりの物語（むらさきのゆかりのものがたり）とは、源氏物語（またはその一部）の異称で、源氏物語が成立してから間もない時期に書かれた更級日記以来しばしば使用されている源氏物語の異称である。

## 更級日記における「紫のゆかり」
「紫のゆかり」を源氏物語（の数編）に充てる最も古い用例として知られているものとして更級日記の中に記された「紫のゆかり」がある。そこでは作者菅原孝標女が最初に手に入れて読むことの出来た源氏物語の一部をこの「紫のゆかり」と呼んでおり、最初にこの「紫のゆかり」を読んだ後、「続きを読みたい」あるいは源氏の物語を「一の巻より読みたい」と願ったとされている。この更級日記に記された「紫のゆかり」がどのような「源氏物語の一部」であるのかについては具体的な記述は全く存在しないため、現在「若紫」と呼ばれている巻一巻のみであるとする立場から、わずかに欠けるところはあるものの、現在見られるような54帖からなる源氏物語全体にかなり近いものであろうとする立場までさまざまな説が存在する。

## 阿部秋生の説
阿部秋生（旧姓：青柳）は、自身の論文「源氏物語の執筆の順序」において源氏物語第一部の前半（「桐壺」巻から「初音」巻まで）が執筆された順序について、
- まず、紫の上を女性主人公とする話（5「若紫」、7「紅葉賀」、8「花宴」、9「葵」、10「賢木」、11「花散里」、12「須磨」=若紫グループ）を構成する各巻が先に執筆された。
- その後、それ以外の何人かの女性主人公が登場する話（2「帚木」、3「空蝉」、4「夕顔」、6「末摘花」=帚木グループ）が執筆された。
- その後に、これまで書かれた話を統合する形で「明石」以後の巻が執筆された。
- 21「少女」巻を書いた前後に1「桐壺」巻が執筆された。

という執筆順序を想定した。
阿部は、源氏物語に上記のような成立過程を前提にして、この「紫のゆかり」について
- 源氏物語の一部分であること。
- 同じものが「源氏の物語」と呼ばれたり「紫のゆかり」と呼ばれたりすることから、紫の上が重要な人物ではあってもあくまでも光源氏の愛する女性の1人というのではなく、光源氏と紫の上が同程度に重要な人物として描かれていると考えられること。
- 菅原孝標女が源氏物語全体を初めて読んだ後に印象的な人物として「夕顔」と「浮舟」とを挙げていることから、この二人は「紫のゆかり」には描かれていなかったと考えられること。

という条件を満たす必要があることから、この「紫のゆかり」という呼称及びその実態は、先行して成立していた「若紫」から始まる一部分（上記の第一段階=若紫グループ）のみを含んだ写本が流通していた痕跡なのではないかとしたことがある。

### 源氏物語の執筆の順序
「源氏物語の執筆の順序」とは、源氏物語の成立過程について考察した論文である。当初以下のように学術雑誌に2号に渡って掲載された。
- 青柳秋生「源氏物語の執筆の順序 若紫の巻前後の諸帖について（上）」東京大学国語国文学会編『国語と国文学』至文堂、第16巻第8号（通号第184号）、1939年（昭和14年）8月、pp.. 10-28。
- 青柳秋生「源氏物語の執筆の順序 若紫の巻前後の諸帖について（下）」東京大学国語国文学会編『国語と国文学』至文堂、第16巻第9号（通号第185号）、1939年（昭和14年）9月、pp.. 16-31。

この論文はこれ以後青柳（阿部）の見解が源氏物語の巻に「原動力を異にするふたつの系統の存在」を認めつつも成立論的観点からの説明を放棄するという方向に大きく変わったこともあり（阿部は講義の中で「あれは若気の至りで書いたものだ」などと語っており、事実上撤回したものとされる）同人の著書・論文集には収録されることはなかった一方でその研究史上の重要性から源氏物語関係の既発表の主要論文などを集めた以下のような書籍にくり返し収録されている。
- 『日本文学研究資料叢書 源氏物語 3』 有精堂、1971年（昭和46年）10月、pp.. 32-52。 ISBN 4-640-30019-0。
- 鈴木一雄編『国文学解釈と鑑賞 別冊 源氏物語 1 成立論・構想論』至文堂、1982年（昭和57年）3月、pp.. 20-45。
- 今西祐一郎・室伏信助監修加藤昌嘉・中川照将編集『テーマで読む源氏物語論 4 紫上系と玉鬘系-成立論のゆくえ-』勉誠出版、2010年（平成22年）6月、pp.. 27-64。 ISBN 978-4-585-29006-3

### 阿部説の意義
武田宗俊にとって唱えられた玉鬘系後記挿入説をはじめとするさまざまな源氏物語の成立論が一時期大きな議論を呼び起こしながらも、明確な結論が出ないままで議論が低調となってしまった理由の一つに、これらの「説」に外部的な証拠が存在しなかったことがあげられることがある。そのような中で阿部説のいうように更級日記に記されている「紫のゆかり」なる記述が「若紫グループ」のことを意味するのであれば、平安時代中期には「最初に執筆された若紫グループだけを内容とする源氏物語の写本」が流通していたことになり、源氏物語全体が成立する以前の時期の源氏物語の伝播の実態を伝えている可能性のある大変貴重な記録ということになる。